# Apogon sealei
Apogon sealei är en fiskart som först beskrevs av Fowler, 1918.  Apogon sealei ingår i släktet Apogon och familjen Apogonidae. IUCN kategoriserar arten globalt som livskraftig. Inga underarter finns listade i Catalogue of Life.